# Stângâceaua
Stângăceaua est une commune roumaine du județ de Mehedinți, dans la région historique de l'Olténie et dans la région de développement du Sud-Ouest.

## Géographie
La commune de Stângăceaua est située dan sl'est du județ, dans les collines de Bălăcița, sur la rivière Motru, à 15 km à l'est de Strehaia et à 60 km à l'est de Drobeta Turnu-Severin, la préfecture du județ. Elle est traversée par la route nationale DN6 (Route européenne 70) Timișoara-Bucarest.
La commune est composée des huit villages suivants (population en 2002) :
- Bârlogeni (181) ;
- Breznicioara (113) ;
- Cerânganul (98) ;
- Fața Motrului (207) ;
- Poșta Veche (78) ;
- Satu Mare (273) ;
- Stângăceaua (500), siège de la municipalité ;
- Târsa (174).

## Histoire
La commune a fait partie du royaume de Roumanie dès sa création en 1878.

## Religions
En 2002, 99,69 % de la population étaient de religion orthodoxe.

## Démographie
En 2002, les Roumains représentaient la totalité de la population. La commune comptait alors 744 ménages et 784 logements.
| 2002  | 2007  |
| ----- | ----- |
| 1 624 | 1 467 |

## Économie
L'économie de la commune repose sur l'agriculture, l'élevage et l'apiculture.

## Lieux et monuments
- Stângăceaua, église orthodoxe de la Dormition de la Vierge Marie (Adormirea Maicii Domnului) de 1869.